# Склероција
Склероција (грч. scleroa - тврд) је врста измењене, стврднуте мицелије код гљива, која им служи за преживљавање неповољних услова. Склероције могу бити округлог или неправилног облика. Величина склероције варира, од веома ситних микроскопских облика који се састоје од само пар ћелија, па до оних које имају и по 30 сантиметара у пречнику (врста Polyporus mylittae). У ћелијама склероције се налази пуно хранљивих материја, а ове ћелије су сиромашне водом. Склероције настају од хифа које се међусобно спајају бочним зидовима и анастомозама. У склероцији хифе губе кончаст изглед и постају псеудопаренхиматичне (одсећају на ткива). Склероције често могу бити диференциране на кору и централни део. Кора има тамно обојене ћелије са дебелим ћелијском зидом, док се централни део састоји из ћелија које имају танак ћелијски. Када прођу неповољни услови склероција клија и од ње настаје или мицелија или плодоносни органи.